# Gallo-romersk kultur

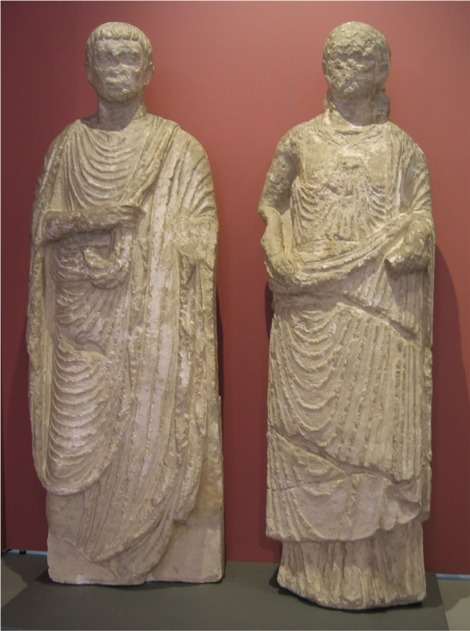
Gallo-romerska skulpturer, funna i Ingelheim

Termen gallo-romersk avser den romaniserade kultur som uppstod i Gallien efter att Rom erövrat området, i synnerhet Gallia Narbonensis motsvarande den franska provinsen Languedoc i södra Frankrike men även Akvitanien i sydvästra Frankrike. De norra delarna av Gallien som också genomgått en romanisering intogs av frankerna och kom istället att utveckla en merovingisk kultur. Det romerska stadslivet, som kretsade kring "res publica" - gemensamma angelägenheter och ett gemensamt kulturellt ansvar, och det ofta luxuösa livet på de självförsörjande, romerska lantgårdarna, kollapsade betydligt långsammare i de gallo-romerska områdena. 
Under de krisartade åren 259-274 uppstod, ur de romerska provinserna Gallien, Britannien och Spanien som eftersträvade en utbrytning ur imperiet, temporärt en självständig gallo-romersk maktsfär som av nutida historiker betecknas Galliska kejsardömet. Den galliske kejsaren Postumus förlade sin huvudstad till Trier i dagens Rheinland-Pfalz i Tyskland.